# Pseudorabdion longiceps
Pseudorabdion longiceps là một loài rắn trong họ Rắn nước. Loài này được Cantor mô tả khoa học đầu tiên năm 1847.